# Stefan Clessin
Stefan Clessin, né le 13 novembre 1833 et mort le 21 décembre 1911, est un malacologiste bavarois.